# Rellen in Frankrijk 2023

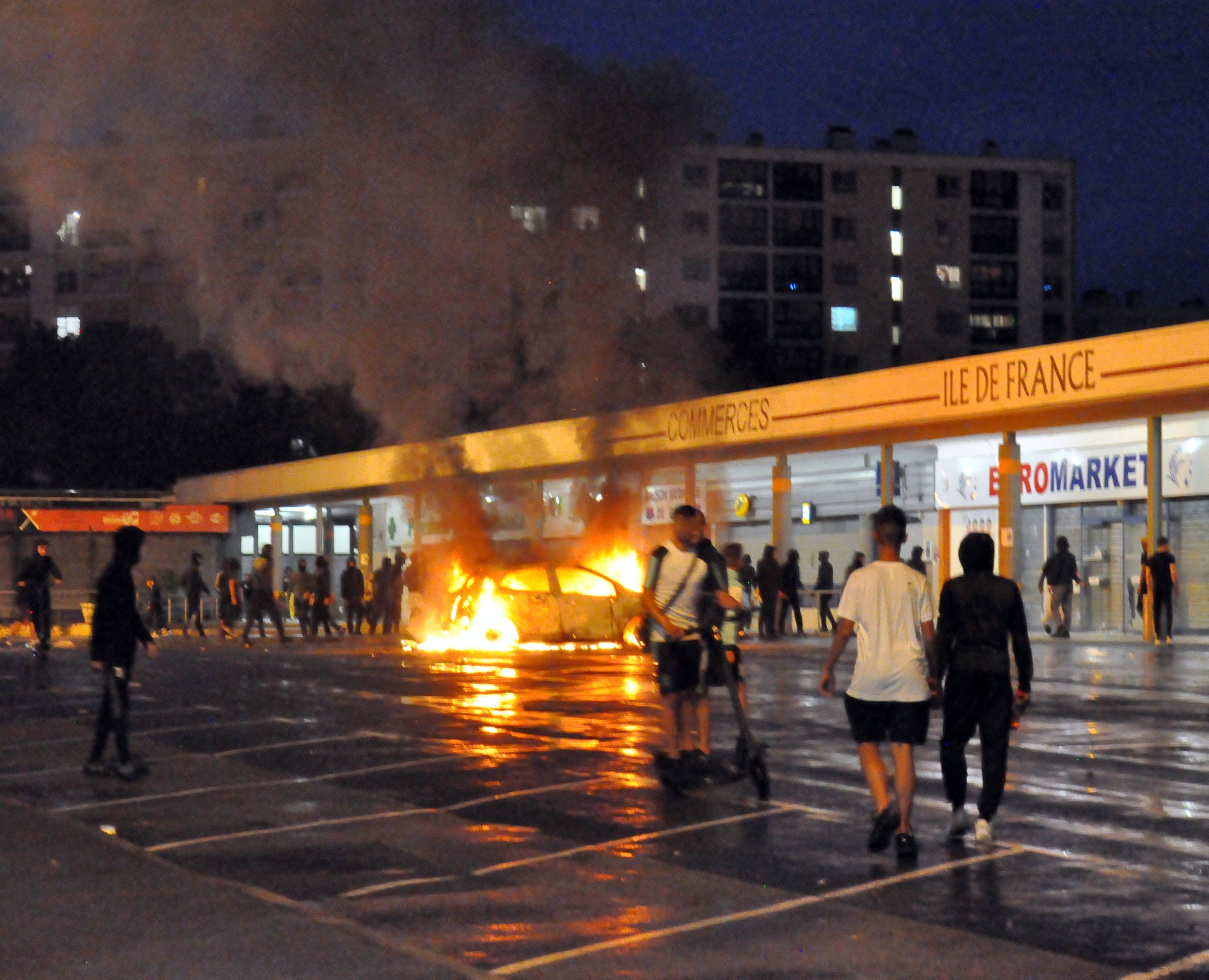
Relschoppers bij in brand gestoken wagen in Planoise (Besançon), 29 juni 2023

De rellen in Frankrijk in 2023 begonnen massaal nadat een 17-jarige jongen door een politieman werd doodgeschoten bij een verkeerscontrole vlak bij de hoofdstad Parijs. Van eind juni tot begin juli begingen relschoppers dagenlang plunderingen, vernielingen en brandstichtingen in verscheidene Franse steden. 12.031 voertuigen gingen in vlammen op, 2.508 gebouwen werden in brand gestoken of beschadigd. De woede van voornamelijk jongeren richtte zich vaak tegen symbolen van de staat: 250 politiebureaus en bijna honderd gemeentehuizen werden aangevallen. De schade werd geschat op meer dan 1 miljard euro. Zeker 3.500 relschoppers werden opgepakt.

## Aanleiding
In de ochtend van 27 juni 2023 hield de politie nabij het Nelson-Mandelaplein in Nanterre, een voorstad van Parijs, een gele Mercedes met Poolse nummerplaat tegen voor controle, nadat deze auto meerdere verkeersovertredingen had begaan. De wagen had drie inzittenden met de 17-jarige Nahel Merzouk aan het stuur. Merzouk trachtte te ontsnappen door weg te rijden, maar de politie vuurde een schot af dat hem dodelijk in de borststreek raakte.
De 38-jarige politieman die schoot, werd hierna gearresteerd op verdenking van doodslag. Volgens de procureur "was er niet voldaan aan de wettelijke voorwaarden om het wapen te gebruiken". De Franse president Emmanuel  Macron en premier Élisabeth Borne uitten hun ongenoegen over het dodelijke incident, dat volgens hen niet had mogen gebeuren. Politievakbonden waren verbolgen over hun reacties. De familie van het slachtoffer diende een klacht in bij het gerecht. Op sociale media werd furieus gereageerd op dit incident met daaropvolgend dagenlange rellen over geheel Frankrijk. De politieman die het fatale schot vuurde bood enkele dagen na het incident zijn excuses aan de familie aan.

## Rellen
In de avond van 27 juni begonnen de rellen eerst in de banlieus van Parijs. Auto's en vuilnisbakken werden in brand gestoken en de relschoppers schoten vuurwerk naar de politie af, die op hun beurt reageerden met traangas. Later op de avond ontstonden er ook rellen in andere Franse steden. 180 relschoppers werden opgepakt en 170 agenten geraakten daarbij gewond.
Op 28 juni gingen de rellen verder in onder meer in Parijs, Rijsel, Rennes, Nice, Toulouse, Amiens en Dijon. Er waren brandstichtingen en confrontaties met de ordediensten. Zo werden bussen in brand gestoken en geplunderd. De relschoppers bekogelden de politie met straatstenen, vuurwerk en molotovcocktails. Die antwoordde met traangas en schoot met rubberen kogels.

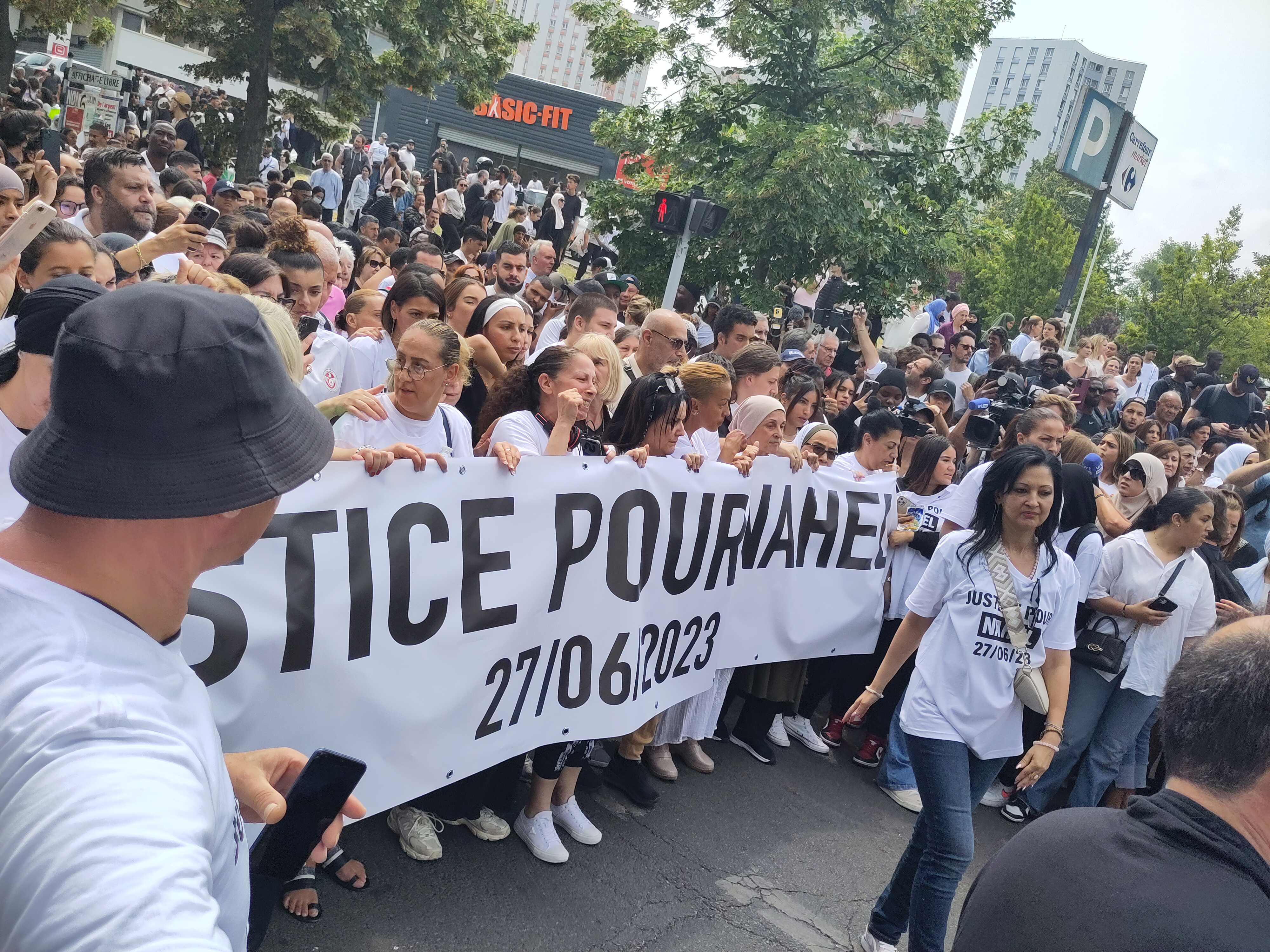
Witte Mars voor Nahel, 29 juni 2023

Na een oproep van Nahels moeder op sociale media tot een manifestatie voor haar doodgeschoten zoon, startte op 29 juni om 14 uur een vreedzame Witte Mars met enkele duizenden deelnemers. Twee uur later kwamen ze toe aan de prefectuur van Nanterre waar het incident plaatsvond. Daar werd een minuut stilte gehouden. De demonstranten protesteerden tegen wat in hun ogen bij de politie heersende straffeloosheid was. Frankrijk ging een derde avond van rellen in. Verscheidene Franse steden zoals Parijs, Marseille, Montreuil en Roubaix hadden te maken met vernielingen, plunderingen van winkels en brandstichtingen van onder meer wagens en gebouwen. Ongeveer 40.000 agenten werden ingezet. Enkele steden stelden een avondklok in. 875 relschoppers werden gearresteerd en 249 agenten geraakten gewond door het geweld.
Op 30 juni werden vanaf de vierde nacht van de rellen 45.000 agenten gemobiliseerd om de rust te bewaren. Oproerpolitie, gendarmes en speciale eenheden met pantserwagens werden ingezet om geweld te voorkomen of de kop in te drukken. Betogingen werden verboden. Openbaar vervoer reed van de avond tot de ochtend niet meer. Grote evenementen – zoals de Pride in Marseille en een gepland concert van Mylène Farmer in het Stade de France – werden geannuleerd. 1300 relschoppers werden gearresteerd, waarbij minsten 45 agenten gewond geraakten. De brandstichters die werden opgepakt, waren soms amper 12 en 13 jaar. President Macron en andere Franse politici wezen ouders op hun verantwoordelijkheid.
Op 1 juli – de vijfde nacht van de rellen – gingen de plunderingen, vernielingen en confrontaties met de politie nog steeds door. Winkels werden dichtgetimmerd om plunderingen te voorkomen. Gemeentehuizen en schoolgebouwen werden beschadigd. Zeker 719 relschoppers werden gearresteerd. Ook in het buitenland zoals Brussel en het Zwitserse Lausanne waren er rellen. In het stadje L'Haÿ-les-Roses, ten zuiden van Parijs, werd op de privéwoning van de lokale burgemeester Vincent Jeanbrun ingereden met een wagen, die daarna in brand werd stoken. De burgemeester zat op dat moment vast in het gebarricadeerde stadhuis, dat werd aangevallen door relschoppers. Zijn vrouw en twee jonge kinderen van 5 en 7 jaar moesten in allerijl vluchten voor hun gemaskerde aanvallers, die hen achtervolgden en beschoten met vuurwerk. De vrouw brak haar scheenbeen en moest worden geopereerd. De daders werden gezocht op verdenking van een moordaanslag. Een LHBT-bar in Brest besloot de deuren een aantal dagen te sluiten vanaf zaterdag 1 juli, na homofobe doodsbedreigingen van relschoppers.
Op 2 juli riep de grootmoeder van de doodgeschoten Nahel op tot kalmte. Tijdens een gesprek met de zender BFMTV zei ze: "Aan de mensen die vernielingen aanrichten zeg ik: stop ermee. Stop met vitrines in te gooien, met scholen en bussen te vernielen. Stop, want het zijn de moeders die de bus nemen, het zijn de moeders die op straat wandelen." Die nacht bleef het onrustig, maar de rellen waren wel minder hevig. De politie pakte 157 relschoppers op.
Naar aanleiding van de aanval op de familie van de burgemeester in L'Haÿ-les-Roses kwamen op 3 juli lokale politici van gemeentes en hun sympathisanten samen bij verschillende gemeentehuizen over het hele land om te protesteren tegen het geweld en de vernielingen. Onder meer in Clichy-sous-Bois ging een manifestatie door. In 2005 waren hier na de dood van twee jongeren bij een politieachtervolging ook al eens hevige rellen begonnen, die door heel Frankrijk heen de kop opstaken en drie weken aanhielden.
Na 5 juli waren de grootste rellen afgelopen. Op 14 juli viert Frankrijk zijn nationale feestdag. Om nieuwe rellen te voorkomen, werden 130.000 agenten over het hele land gemobiliseerd. De meeste festiviteiten werden geannuleerd. De traditionele militaire parade op de Champs-Elysées in Parijs ging wel door, maar zonder toespraak van president Macron.

## Achtergronden

### Wet verkeersstops 2017
In 2017 werd in Frankrijk de wet herzien die het gebruik van vuurwapens door de politie strikt beperkt tot gevallen van zelfverdediging (zoals elke andere burger). De herziene wet staat de politie toe om te schieten op een voertuig wanneer de bestuurder weigert om zich te onderwerpen aan een verkeersstop en het voertuig zijn passagiers of voorbijgangers in gevaar brengt. Politicoloog en criminoloog Sebastian Roché doet onderzoek naar politieoptreden in de banlieues in Frankrijk en hij ziet een toename van het aantal doden sinds het invoeren van de wet.

### Politiegeweld in Frankrijk
De gele hesjesprotesten in 2018 en de vermeende gewelddadige excessen van de BRAV-M (Brigade de Répression de l'Action Violente Motorisée, een motorbrigade die werd ingezet om plunderingen en gewelddadige acties tijdens de protesten tegen de pensioenhervorming te bestrijden), leidde tot een grotere publieke bewustwording van politiegeweld in Frankrijk. In april 2023 ondertekenden meer dan 260.000 mensen een petitie op de website van de Assemblée nationale waarin werd opgeroepen tot ontbinding van deze brigade. De politieagent die Merzouk neerschoot was een voormalig lid van deze motorbrigade en tevens van een gespecialiseerde stedelijke geweldseenheid in Seine-Saint-Denis.
De Raad van Europa beschuldigde de Franse politie in maart 2023 van het gebruik van buitensporig geweld tijdens protesten tegen de pensioenwet. De Verenigde Naties deed dit enkele maanden later in de 'UN Universal Periodic Review' waarin de mensenrechten van elke VN-lidstaat onder de loep worden genomen. Meerdere landen uitten hun zorgen over politiegeweld in Frankrijk, vanwege aanvallen op migranten, etnisch profileren en religieuze intolerantie. Op 13 juli 2023 roept Amnesty International de Franse regering op om de regels voor het gebruik van vuurwapens door politieagenten aan te scherpen. Volgens Amnesty International was Nahel Merzouk minstens de vijftiende persoon sinds begin 2022 die door de politie in een voertuig werd gedood.

### Etnisch profileren en vervalsen van rapportages
Vermeend gebruik van etnisch profileren bij verkeerscontroles en identiteitscontroles is een terugkerend probleem, dat volgens Henri Leclerc (emeritus voorzitter van de Human Rights League Frankrijk) heeft bijgedragen aan de opstand. In 2016 veroordeelde het Hof van Cassatie de Franse staat met betrekking tot etnisch profileren voor identiteitscontroles en oordeelde dat de praktijk discriminerend was. Op basis hiervan kende een Parijse burgerlijke rechtbank in oktober 2020 € 58.500 toe aan elf eisers die de Franse staat hadden aangeklaagd wegens politiegeweld, onrechtmatige identiteitscontroles en arrestaties. In 2020 werden videobeelden verspreid van politiegeweld tegen Michel Zecler, een producent van rap-muziek wegens een discussie over de vraag of de producent een mondkapje droeg (zoals vereist tijdens de Covid-19-pandemie).
Op 9 juni 2023 werd de Franse staat veroordeeld voor het ten onrechte gevangen zetten van zeven jonge mannen in het geval van de verbrande politieagenten in Viry-Châtillon. Er loopt een rechtszaak tegen de politie die naar verluidt vervalste rapporten heeft opgesteld die hebben geleid tot de aanvankelijke veroordelingen van de mannen. In een opiniestuk in dagblad Le Monde beschouwt politicoloog Emmanuel Blanchard het aantal video's dat politieversies van gebeurtenissen tegenspreekt als "zorgwekkend". Hij stelt dat meerdere rechtszaken zijn beslist op basis van schijnbaar vervalste politierapporten. In 2016 waren er al protesten in Frankrijk vanwege de dood van Adama Traoré na zijn arrestatie in Beaumont-sur-Oise.

### Sociale problemen
Burgemeesters van sommige arme steden zijn van mening dat de levensomstandigheden van de bevolking de oorzaak zijn van de rellen. De burgemeester van Chanteloup-les-Vignes, Catherine Arenou, zei: "Wat ik zie is dat de bevolking van 2023 niet dezelfde is als in 2005; ze is armer en armer. Vroeger hadden we nog enigszins een opwaartse sociale mobiliteit. Nu zie ik dat de kinderen niet zo'n goed leven hebben als de ouders."
Volgens Philippe Rio, burgemeester van Grigny, "In 2005 hadden we het al over extreme armoede. Maar de coronacrisis heeft de zaken nog erger gemaakt en de inflatie heeft er nog een extra laag aan toegevoegd."